# Souad Amidou
 (octobre 2016).
Si vous disposez d'ouvrages ou d'articles de référence ou si vous connaissez des sites web de qualité traitant du thème abordé ici, merci de compléter l'article en donnant les références utiles à sa vérifiabilité et en les liant à la section « Notes et références ».
Souad Benmessaoud, dite Souad Amidou, est une actrice, scénariste et réalisatrice française d'origine marocaine, née le 4 juillet 1959 à Nanterre (Seine).

## Biographie

### Jeunesse et formations
Souad Benmessaoud naît le 4 juillet 1959 à Nanterre, en Seine. Son père, Amidou, est acteur.
Plus jeune, elle suit les cours de théâtre d'Anicette Fray. Elle poursuit sa formation au « Nouveau Carré Sylvia Monfort » et continue chez Jean-Louis Martin-Barbaz, puis avec John Strasberg et Andréas Voutsinás.

### Carrière
Enfant de la balle, Souad Amidou fait ses débuts à l'écran auprès de son père dans le court métrage Le Thé à la menthe (1963). Elle est ensuite choisie par Claude Lelouch pour être la fille d'Anouk Aimée dans Un homme et une femme (1966).
Dès le début des années 1980, elle tourne pour le cinéma et la télévision. Elle se fait particulièrement remarquer avec son rôle dans Le Grand Frère de Francis Girod qui lui permet de décrocher une nomination pour le César du meilleur espoir féminin. Elle travaille notamment sous la direction de Gérard Oury, Jacques Deray, Ariel Zeitoun, Gérard Lauzier et Steven Spielberg.
En 2009, elle dirige un premier court métrage Camille et Jamila, mais elle prouve ses talents de cinéaste avec sa seconde réalisation : Rendez-vous avec Ninette, présentée dans de nombreux festivals.

### Vie privée
Le 23 décembre 1987, Souad Amidou épouse le réalisateur Fabien Onteniente ; le couple divorce le 15 mars 1991.

## Engagement militant
Souad Amidou est végane, membre du comité de parrainage de l'Institut citoyen du cinéma et membre de l'ONG Vegan Marathon.

## Filmographie

### Actrice

#### Longs métrages
- 1966 : Un homme et une femme de Claude Lelouch : Françoise Gauthier
- 1981 : Les Filles de Grenoble de Joël Le Moigné : Liliane
- 1982 : Le Grand frère de Francis Girod : Zina Khelifa
- 1984 : P'tit con de Gérard Lauzier : Salima
- 1985 : Diesel de Robert Kramer : Kim
- 1987 : Lévy et Goliath de Gérard Oury : Malika
- 1987 : Maladie d'amour de Jacques Deray : Farida
- 1990 : Les Cavaliers de la gloire de Souheil Ben Barka
- 1993 : Le Nombril du monde d'Ariel Zeitoun : Amina
- 1994 : La Danse du feu de Salma Baccar : Habiba Msika
- 1995 : Tom est tout seul de Fabien Onteniente : l'infirmière
- 1995 : Les Hirondelles ne meurent pas à Jérusalem de Ridha Behi
- 1996 : Le Plus Beau Métier du monde de Gérard Lauzier : Radia Ben Saïd
- 2002 : And now... Ladies and Gentlemen de Claude Lelouch : la femme de chambre
- 2002 : 3 zéros de Fabien Onteniente : Fabienne
- 2005 : Munich de Steven Spielberg : la femme de Yussef
- 2007 : Adieu mères de Mohamed Ismaïl : Ruth
- 2008 : Islamour de Saâd Chraïbi
- 2009 : Mémoire d'argile d'Abdelmajid R'chich
- 2012 : Le noir (te) vous va si bien de Jacques Bral : Maléké
- 2012 : Ymma de Rachid El Ouali
- 2014 : 7, rue de la Folie de Jawad Rhalib : la tante
- 2016 : Faeryland de Magà Ettori : la sénatrice Silvi
- 2019 : Les Plus Belles Années d'une vie de Claude Lelouch : Françoise Gauthier
- 2022 : Je t'aime... filme-moi ! d'Alexandre Messina
- 2023 : Brillantes de Sylvie Gautier : Maryse

#### Courts métrages
- 1963 : Le Thé à la menthe de Pierre Kafian
- 1986 : J'aimerais tant voir Syracuse de Bernard George : Marie
- 1989 : Bobby et l'Aspirateur de Fabien Onteniente
- 1992 : Sun Child de Driss Tahri : Aïcha
- 1996 : Et si l'on vivait ensemble de Nathalie Camidebach : Marie
- 2012 : Fatum de Sarah Marx : Sadia, la mère
- 2014 : Scratch d'Enzo Onteniente, Mamadou Fadé et Lamine Diaby

### Télévision

#### Téléfilms
- 1987 : Vaines recherches de Nicolas Ribowski : Soledad
- 1987 : Le Passager du Tassili de Sarah Maldoror : Safia
- 2005 : L'Homme qui voulait passer à la télé d’Amar Arhab et Fabrice Michelin : Jenissa
- 2005 : Permis d'aimer de Rachida Krim : Sama
- 2008 : Il faut sauver Saïd de Didier Grousset : la mère
- 2021 : Je l'aime à mentir de Gabriel Julien-Laferrière : Odile

#### Séries télévisées
- 1984 : Julien Fontanes, magistrat , épisode Un coup de bluff de Daniel Moosmann : Mina
- 1985 : Néo Polar, épisode 6 Un père anonyme de Daniel Moosmann et Marc Villard : Dany
- 1988 : La Valise en carton de Michel Wyn (mini-série) : Linda de Suza (6 épisodes)
- 1988 : L'Affaire Saint-Romans de Michel Wyn (mini-série) : Judith Saint-Romans
- 1991 : Les Hordes de Jean-Claude Missiaen (mini-série) : Sarah
- 1992 : Police Secrets, épisode Neige dans le midi de Michèle Ferrand-Lafaye : François Choukri
- 1993-1995 : Rocca, 6 épisodes : l'inspectrice Fred Dubreuil
- 1997-2005 : Mission protection rapprochée, 7 épisodes : Diane Rousseau
- 2001 : Joséphine, ange gardien, saison 5, épisode 1 Romain et Jamila de Jacob Berger : Nizah
- 2006 : Commissaire Moulin, saison 7, épisodes 4 Sous pression et 7 Le Profil du tueur : Madame le Procureur
- 2010 : La Maison des Rocheville de Jacques Otmezguine (mini-série) : Antonella (5 épisodes)
- 2017 : Kaboul Kitchen, saison 3, épisodes 8 et 11 : Monadjat
- 2018 : Virago, épisode 23 Fatima Mernissi de David Tabourier : Fatima Mernissi
- 2019 : La Loi de..., saison 6, épisode 1 Damien - L'égal des dieux d'Arnaud Sélignac : Sabine Bernel

### Réalisatrice
- 2009 : Camille et Jamila (court métrage)
- 2013 : Rendez-vous avec Ninette (court métrage)

### Scénariste
- 2009 : Camille et Jamila (court métrage)
- 2013 : Section de recherches, saison 7, épisode 23 Partie de campagne d'Eric le Roux
- 2013 : Rendez-vous avec Ninette (court métrage)

## Théâtre

### Comédienne
- 1986 : Échec à la Reine d'Andrée Chédid, mis en scène par Jean-Daniel Laval au théâtre de la Glacière
- 1986 : Impasse 14 de et mis en scène par Laurent Bénégui au théâtre Noir
- 1988 : Fric Frac d'Édouard Bourdet, mis en scène par Louis Thierry à la Potinière
- 1991 : Montserrat d'Emmanuel Roblès, mis en scène par Jean-François Prévand au théâtre de Boulogne-Billancourt
- 1993 : Les Olympiennes de et mis en scène par Claude Confortès au festival de Bourges
- 1999 : Tête-bêche de Grégoire Aubert, mis en scène par Christiane Casanova au théâtre Mélo d'Amélie
- 2002 : Les Monologues du vagin d'Eve Ensler, mis en scène par Isabelle Rattier au palais des Glaces», à la Comédie de Paris et au festival d'Avignon en 2003
- 2003 : Les Caprices de Marianne d'Alfred de Musset, mis en scène par Jean-Daniel Laval au château de Versailles et au théâtre Montansier en 2005
- 2004-2005 : Le Bourgeois gentilhomme de Molière, mis en scène par Jean-Daniel Laval au théâtre Montansier de Versailles
- 2004-2008 : Contes de la rue Broca de Pierre Gripari, mis en scène par Souad Amidou à la Comédie de la Passerelle et au festival d'Avignon
- 2018 : Le Fil rouge de Souad Amidou, mis en scène par Nanou Garcia

### Metteuse en scène
- 2003 : Grasse matinée de René de Obaldia
- 2004-2008 : Contes de la rue Broca de Pierre Gripari
- 2006 : Un air de famille de Jean-Pierre Bacri et Agnès Jaoui
- 2007-2010 : Courteline en folies pièces de Georges Courteline
- 2008 : Les Femmes savantes de Molière
- 2012 : Joha et les pommes de Ahmed Taïeb El Alj
- 2014 : Baroufe à Chioggia de Carlo Goldoni

## Doublage

### Cinéma

#### Films
- 1999 : Dans la peau de John Malkovich (Being John Malkovich) de Spike Jonze : Maxine Lund (Catherine Keener)

## Distinctions

### Récompense
- Festival du court métrage en plein air de Grenoble 2014 : Prix Cinéma jeune pour Rendez-vous avec Ninette

### Nomination
- César 1983 : meilleur espoir féminin pour Le Grand frère

### Décoration
- Chevalier de la Légion d'honneur (2008)[1]